# Fósforo (mitología)

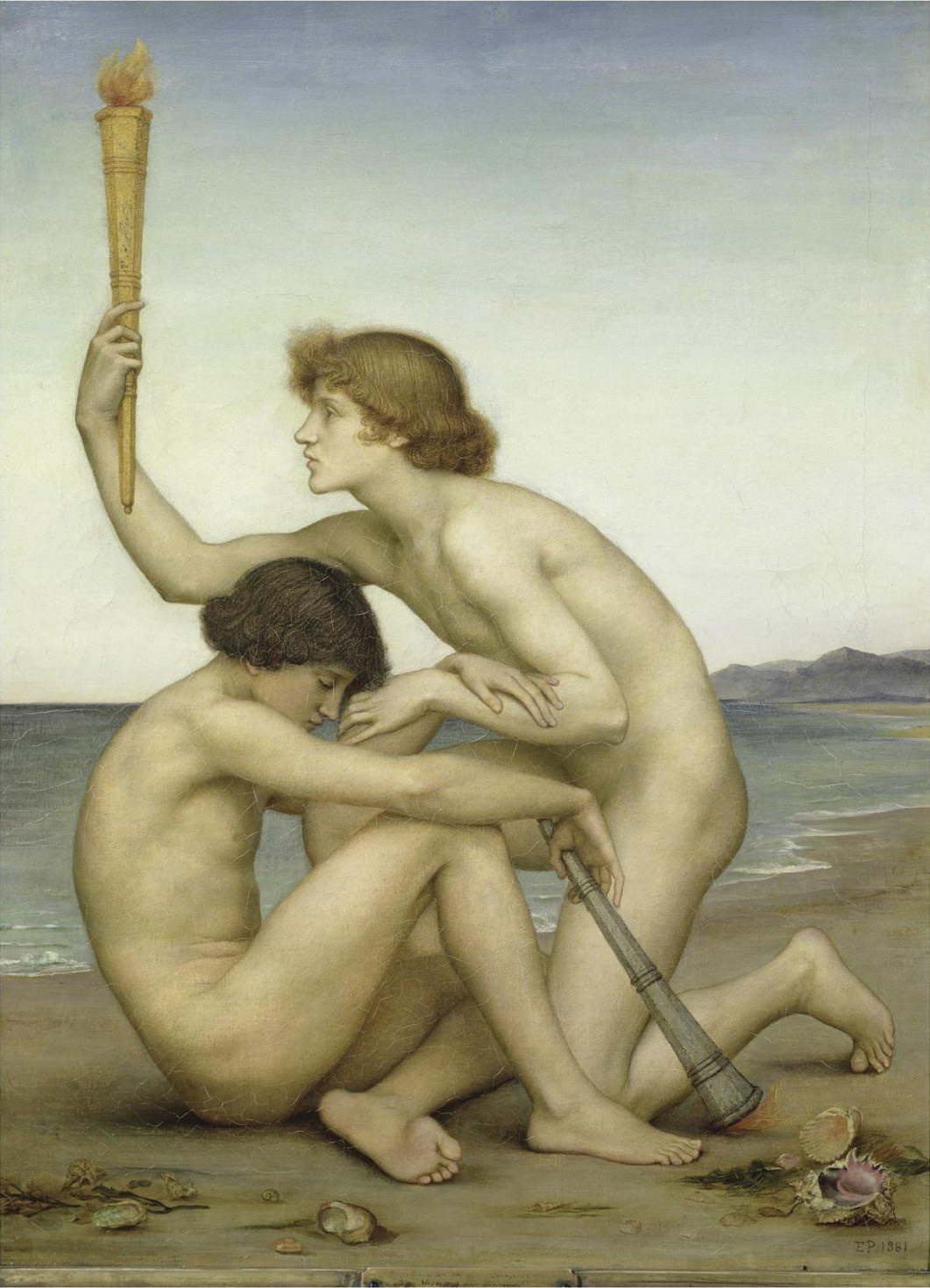
Fósforo y Héspero por Evelyn De Morgan (1881).

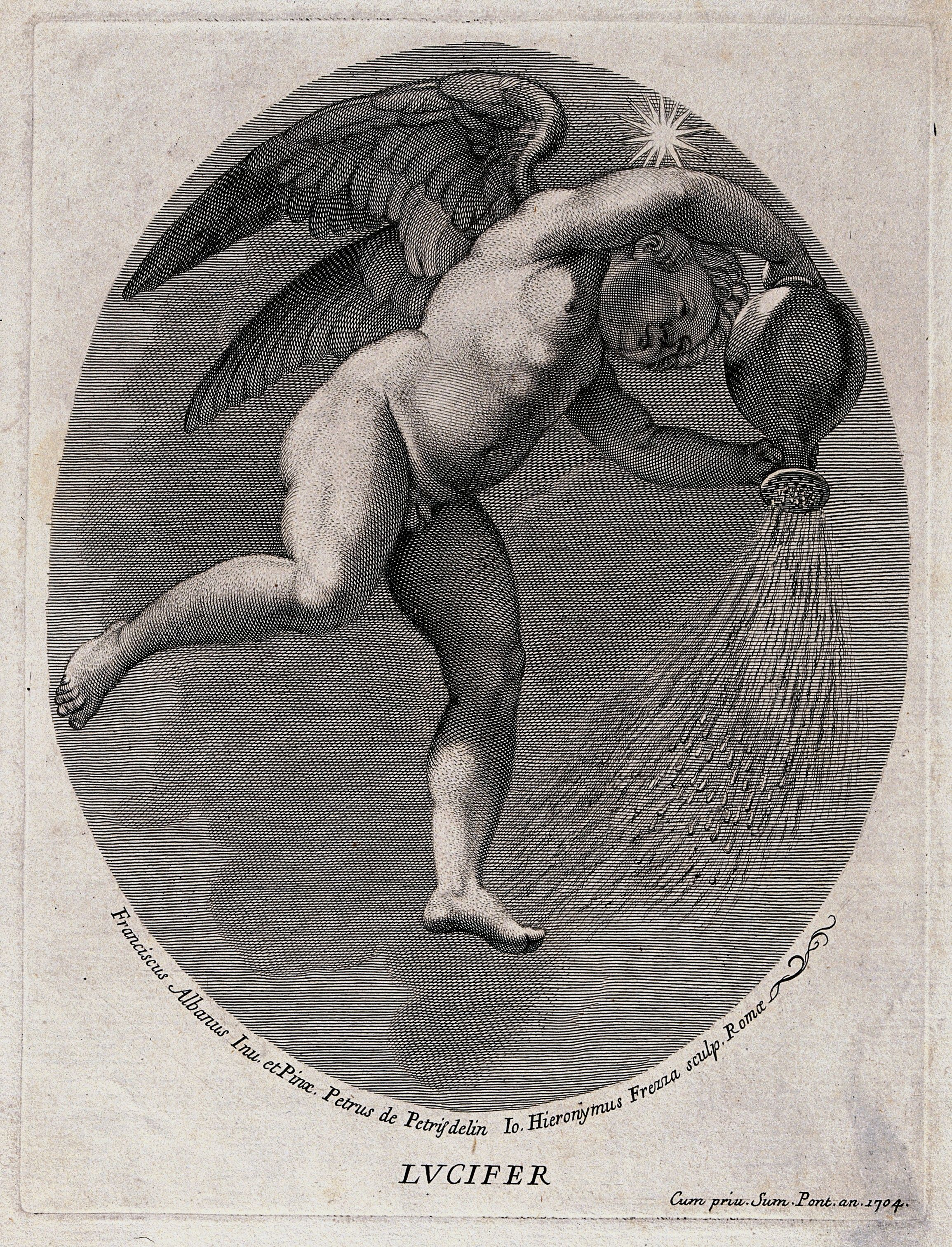
La estrella de la mañana personificada. Grabado por G.H. Frezza, 1704.

Fósforo (del griego: Φωσφόρος, latín: Phosphŏrus) o Lucifer (latín: Lucifer, de lux y fero), esto es «portador de la luz», es un nombre asociado principalmente a la estrella de la mañana y al planeta Venus en su apariencia matutina. Φαοσφόρος (Phaosphóros) y Φαεσφόρος (Phaesphóros) son formas del mismo nombre en algunos dialectos griegos. Se trata de una de las ‘estrellas errantes’ de la mitología grecorromana. Este objeto celeste fue nombrado cuando las estrellas y los planetas no siempre se distinguían con la precisión moderna.
Como adjetivo, la palabra griega φωσφόρος se aplica en el sentido de ‘traer luz’ a, por ejemplo, el amanecer, el dios Dioniso, las antorchas de pino, el día; y en el sentido de ’portar antorchas’ como epíteto de varios dioses y diosas, especialmente Hécate, pero también de Artemisa/Diana y Hefesto.

## ¿Heósforo o Eósforo?
Otro nombre griego del lucero del alba es Heósforo (griego Ἐωσφόρος, Heōsphóros), que significa «portador del amanecer». La forma Eosphorus a veces se encuentra en inglés, como si procediera de Ἠωσφόρος (Ēōsphóros), que en realidad no se encuentra en la literatura griega, pero sería la forma que Ἑωσφόρος tendría en algunos dialectos. No obstante algunas traducciones al español usan la grafía «Eósforo».

## Calendario y asociaciones
Astronómicamente hablando, Venus es la ‘portadora de luz’, ya que aparece más brillantemente en el cielo de diciembre (ilusión óptica debido a que los días son más cortos); la aparición más regular del planeta marcó el comienzo de una fase de ‘renacimiento’ donde los días se alargarían y el invierno terminaría.
Se tiene como alternativa que, mitológicamente, las estrellas de la mañana y de la tarde son Venus y Sirio, y el error frecuente de confundir una con la otra se incorpora en varias historias de varias culturas.
Conocido como Sopdet en Egipto, como Sotor, Σωτήρ («salvador») en los textos astrológicos griegos antiguos, y como Seth en la astrología babilónica y judía. Sirio, ‘la estrella del este’, y su correspondiente compañero Venus, conocido como Ishtar, Ester, Aserá, Astarté, se convirtieron en Cristo y en el anticristo.
Sirio, ‘la estrella del perro’, es relevante en junio y Venus en diciembre, por lo que Venus en la constelación de Virgo (‘la virgen’) anuncia la aparición de Sirio el salvador (en el lado opuesto del círculo zodiacal, es decir, ‘da a luz’).
La corrección del calendario solar egipcio a través del ascenso helicoidal de la estrella Anubis. Seth, otro nombre para Sirio, también permitió la alineación de los calendarios lunar y solar y predijo la inundación del Nilo convirtiéndose así en la estrella de Seth o Sotor (‘salvador’).
Esto encaja muy bien en la mitología política egipcia, donde el Alto y Bajo Egipto y su unificación a menudo se asociaron con el ser del faraón, en su título de ‘rey del Alto y Bajo Egipto, la estrella de la mañana y de la tarde’, tanto Venus como Sirio.

## Venus
La estrella de la mañana es una aparición del planeta Venus, un planeta inferior, lo que significa que su órbita se encuentra entre la Tierra y el Sol. Dependiendo de las ubicaciones orbitales de Venus y la Tierra, se puede ver en el cielo de la mañana del este durante una hora más o menos antes de que el Sol salga y se atenúe, o (como la estrella de la tarde) en el cielo occidental de la tarde durante una hora más o menos después de que se ponga el Sol, cuando Venus mismo se pone. Venus es el objeto más brillante en el cielo después del Sol y la Luna, eclipsando los planetas Júpiter y Saturno, pero, mientras estos se elevan en el cielo, Venus nunca lo hace. Esto puede estar detrás de los mitos sobre las deidades asociadas con la estrella de la mañana que luchan con orgullo por el lugar más alto entre los dioses y que son derribados.

## Mitología

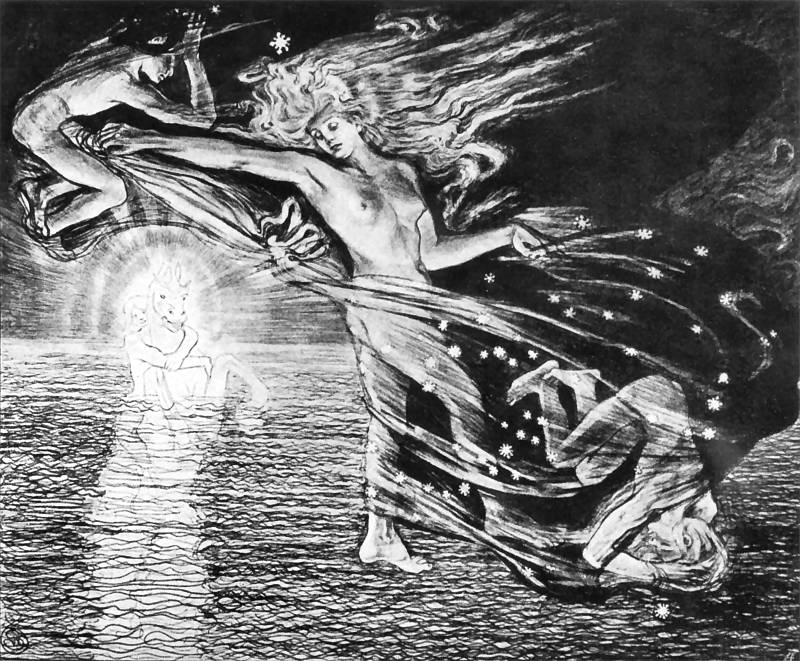
Stanisław Wyspiański: Fósforo, Eos, Helio, Hésperos. Dibujo a lápiz, Museo Nacional de Varsovia, 1897

En la mitología griega, Hesíodo llama a Fósforo hijo de Astreo y Eos, pero otros dicen de Céfalo y Eos o bien solo de Atlas.
El poeta latino Ovidio, hablando de Fósforo y Héspero (la estrella de la tarde, la aparición nocturna del planeta Venus) como idénticos, lo convierte en el padre de Dedalión. Ovidio también lo hace el padre de Ceix, mientras que el gramático latino Servio lo hace el padre de las Hespérides o de Hésperis. En un escolio se nos dice que Estilbe, hija de Heósforo, fue madre de Autólico en su unión con Hermes.
Mientras que en una etapa temprana, la estrella de la mañana (llamada Fósforo y otros nombres) y la estrella de la tarde (referidas por nombres como Héspero) se consideraban como dos objetos celestes, los griegos aceptaron que los dos eran lo mismo, pero parece que han seguido tratando las dos entidades mitológicas como distintas. Halbertal y Margalit interpretan esto como una indicación de que no identificaron la estrella con el dios o dioses de la mitología "encarnados" en la estrella.

## «Héspero es Fósforo»

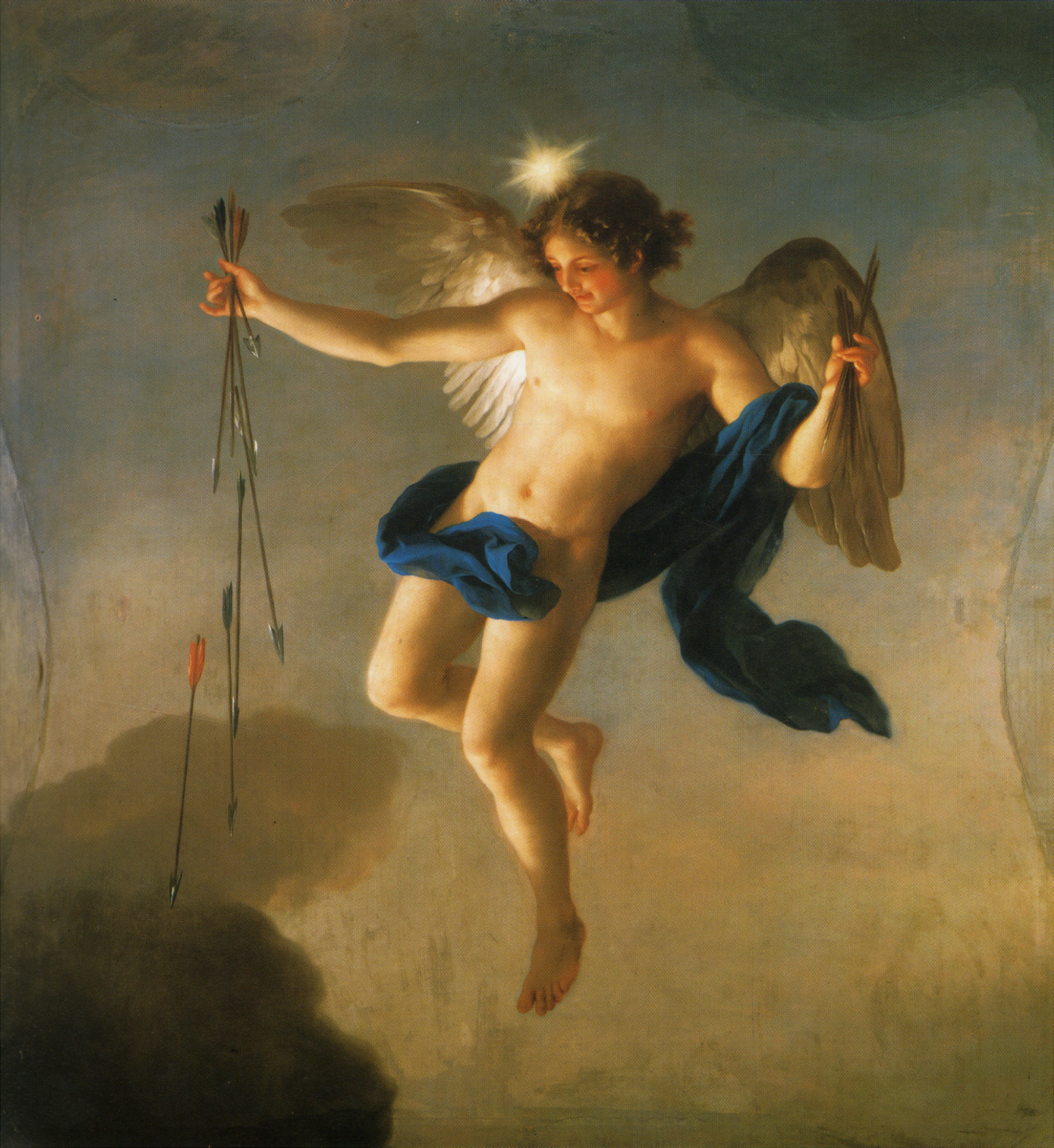
Héspero (La Estrella de la Tarde personificada) por Anton Raphael Mengs, Palacete de la Moncloa, Madrid, 1765.

En la filosofía del lenguaje, «Héspero es Fósforo» es una frase famosa en relación con la semántica de los nombres propios. Gottlob Frege usó los términos ‘la estrella de la tarde’ (der Abendstern) y ‘la estrella de la mañana’ (der Morgenstern) para ilustrar su distinción entre sentido y referencia, y los filósofos posteriores cambiaron el ejemplo a «Héspero es Fósforo» para que se utilizaran los nombres propios. Saul Kripke usó la oración para postular que el conocimiento de algo necesario, en este caso la identidad de Héspero y Fósforo, podría ser reconocible en lugar de ser conocido a priori.

## Literatura latina
La palabra latina correspondiente al griego «Fósforo» es «Lucifer». Se usa en su sentido astronómico tanto en prosa como en poesía. Los poetas a veces personifican la estrella, colocándola en un contexto mitológico.

## En la Biblia
La palabra latina lucifer, correspondiente al griego φωσφόρος, se usó como un nombre para la estrella de la mañana y, por lo tanto, apareció en la traducción de la Vulgata de la palabra hebrea הֵילֵל (helel), que significa Venus como "el que es brillante o luminoso", en Isaías 14 (Isaías 14:12), donde la versión griega de la Septuaginta usa, no φωσφόρος, sino ἑωσἑωόρος. Como una traducción de la misma palabra hebrea, la versión del rey Santiago dio "Lucifer", un nombre que a menudo se malinterpreta como una referencia a Satanás. Las traducciones modernas del mismo pasaje traducen la palabra hebrea como "lucero del alba", "lucero del día", o "lucero". En Apocalipsis 22 (Apocalipsis 22:16), a Jesús se le conoce como la estrella de la mañana, pero no como lucifer en latín, ni como φωσφόρος en el texto griego original, que en cambio tiene ὁ ἀστὴρ ὁ λαμπρὸς ὁ πρωϊνός (ho astēr ho lampros ho prōinos), literalmente: la estrella, la brillante, el amanecer. En el texto latino Vulgata de 2.ª de Pedro 1 (2.ª de Pedro 1:19), la palabra "lucifer" se usa para la estrella de la mañana en la frase "hasta que amanezca y la estrella de la mañana se levante en sus corazones", siendo la palabra griega correspondiente φωσφόρος.